# Totul despre mama mea
Totul despre mama mea (în spaniolă Todo sobre mi madre) este o comedie dramatică din 1999, scris și regizat de Pedro Almodóvar și avându-i în distribuție pe Cecilia Roth⁠(d), Marisa Paredes⁠(d), Candela Peña⁠(d), Antonia San Juan⁠(d), Penélope Cruz și Rosa Maria Sardà⁠(d).
Intriga își are originea în filmul anterior al lui Almodóvar, The Flower of My Secret (1995), care prezintă studenți în medicină instruiți pentru a convinge rudele îndoliate să permită folosirea organelor pentru transplant, și se concentrează pe problemele morale ale mamei unui adolescent ucis într-un accident rutier. Totul despre mama mea tratează probleme complexe precum SIDA, homosexualitatea, credința religioasă și existențialismul.
Filmul a avut un succes comercial și de critică pe plan internațional, câștigând Premiul Oscar pentru cel mai bun film străin, Globul de Aur pentru cel mai bun film străin și premiile BAFTA pentru cel mai bun film într-o limbă străină alta decât engleza și cea mai bună regie (Almodóvar). Filmul a câștigat, de asemenea, șase premii Goya, inclusiv pentru cel mai bun film, cel mai bun regizor (Almodóvar) și cea mai bună actriță (Roth).

## Rezumat
Personajul principal al filmului este Manuela, o asistentă argentiniană care supraveghează transplanturile de organe din Spitalul Ramón y Cajal din Madrid și mama singură a lui Esteban, un adolescent care își dorește să devină scriitor.

## Distribuție
- Cecilia Roth⁠(d) — Manuela Echevarria
- Marisa Paredes⁠(d) — Huma Rojo
- Candela Peña⁠(d) — Nina Cruz
- Antonia San Juan⁠(d) — Agrado
- Penélope Cruz — Rosa
- Rosa Maria Sardà⁠(d) — mama Rosei
- Fernando Fernán Gómez⁠(d) — tatăl Rosei
- Eloy Azorín⁠(d) — Esteban Echevarria, fiul Manuelei
- Toni Cantó⁠(d) — Lola